# راي ويلكينز
رايموند كولن ويلكينز، (بالإنجليزية: Ray Wilkins)‏ (مواليد 14 سبتمبر 1956 في هلينغدون في ميدلسيكس في إنجلترا)، لاعب كرة قدم إنجليزي سابق.

## مسيرته الكروية
بدأ مسيرته الكروية مع نادي تشيلسي في عام 1973 ولعب معهم حتى عام 1979، وقد شارك في تلك الفترة في 179 مباراة وسجل 30 هدف، وفي عام 1979 انتقل إلى نادي مانشستر يونايتد، ولعب معهم حتى عام 1984، وشارك في تلك الفترة في 160 مباراة وسجل 7 أهداف، وفي عام 1984 انتقل إلى نادي إيه سي ميلان الإيطالي، ولعب معهم حتى عام 1987، وقد شارك في تلك الفترة في 73 مباراة وسجل هدفين، وفي عام 1987 انتقل إلى نادي باريس سان جيرمان الفرنسي، ولعب معهم 13 مباراة، وفي عام 1987 انتقل إلى نادي رينجرز الأسكتلندي، ولعب معهم حتى عام 1989، وشارك في 70 مباراة وسجل هدفين، وفي عام 1989 انتقل إلى نادي كوينز بارك رينجرز الإنجليزي، ولعب معهم حتى عام 1994، وقد شارك في تلك الفترة في 155 مباراة وسجل 8 أهداف، وانتقل في عام 1994 إلى نادي كريستال بالاس الإنجليزي، ولعب معهم مباراة واحدة، وعاد في عام 1994 إلى نادي كوينز بارك رينجرز، ولعب معهم حتى عام 1996، وقد شارك معهم في 21 مباراة، وفي عام 1996 لعب مع نادي ويكومب واندرز، ولعب معهم مباراة واحدة، وفي موسم 1996/1997 انتقل إلى نادي هيبيرنيان الأسكتلندي، ولعب معهم 16 مباراة، وفي عام 1997 انتقل إلى نادي ميلوال، ولعب معهم 3 مباريات، وفي عام 1997 لعب مع نادي ليتون أوريينت 3 مباريات وبعدها اعتزل كرة القدم.
و قد لعب ويلكينز مع منتخب إنجلترا لكرة القدم 84 مباراة دولية بين عامي 1976 و1986، وقد سجل ثلاثة أهداف.
وقد تم تعيينه كمدرب للمنتخب الوطني الأردني في 2 سبتمبر 2014.

## روابط خارجية
- راي ويلكينز على موقع الاتحاد الدولي (مؤرشف)  (الإنجليزية)
- راي ويلكينز على موقع قاعدة بيانات كرة القدم.إي يو (الإنجليزية)
- راي ويلكينز على موقع ليكيب (الفرنسية)
- راي ويلكينز على موقع ناشيونال فوتبول تيمز (الإنجليزية)
- راي ويلكينز على موقع Soccerbase.com (لاعب) (الإنجليزية)
- راي ويلكينز على موقع Soccerbase.com (مدرب) (الإنجليزية)
- راي ويلكينز على موقع عالم كرة القدم.نت (الإنجليزية)